# Unterseeboot 714
L'Unterseeboot 714 ou U-714 est un sous-marin allemand (U-Boot) de type VIIC utilisé par la Kriegsmarine pendant la Seconde Guerre mondiale.
Le sous-marin fut commandé le 7 décembre 1940 à Hambourg (H. C. Stülcken Sohn), sa quille fut posée le 29 décembre 1941, il fut lancé le 13 novembre 1942 et mis en service le 10 février 1943 de l'Oberleutnant zur See Hans-Joachim Schwebcke.
Il fut coulé en Mer du Nord par la Marine britannique et sud-africaine, en mars 1945.

## Conception
Unterseeboot type VII, l'U-714 avait un déplacement de 769 tonnes en surface et 871 tonnes en plongée. Il avait une longueur totale de 67,10 m, un maître-bau de 6,20 m, une hauteur de 9,60 m et un tirant d'eau de 4,74 m. Le sous-marin était propulsé par deux hélices de 1,23 m, deux moteurs diesel Germaniawerft M6V 40/46 de 6 cylindres en ligne de 1 400 cv à 470 tr/min, produisant un total de 2 060 à 2 350 kW en surface et de deux moteurs électriques Garbe, Lahmeyer & Co. RP 137/c de 375 cv à 295 tr/min, produisant un total 550 kW, en plongée. Le sous-marin avait une vitesse en surface de 17,7 nœuds (32,8 km/h) et une vitesse de 7,6 nœuds (14,1 km/h) en plongée. Immergé, il avait un rayon d'action de 80 milles marins (150 km) à 4 nœuds (7,4 km/h; 4,6 milles par heure) et pouvait atteindre une profondeur de 230 m. En surface son rayon d'action était de 8 500 milles nautiques (soit 15 700 km) à 10 nœuds (19 km/h).
L'U-714 était équipé de cinq tubes lance-torpilles de 53,3 cm (quatre montés à l'avant et un à l'arrière) qui contenait quatorze torpilles. Il était équipé d'un canon de 8,8 cm SK C/35 (220 coups) et d'un canon antiaérien de 20 mm Flak. Il pouvait transporter 26 mines TMA ou 39 mines TMB. Son équipage comprenait 4 officiers et 40 à 56 sous-mariniers.

## Historique
Il effectue son temps d'entraînement initial dans la 5. Unterseebootsflottille jusqu'au 31 juillet 1943, il rejoint son unité de combat dans 7. Unterseebootsflottille puis dans la 33. Unterseebootsflottille à partir du 11 novembre 1944.
Sa première patrouille est précédée d'un court trajet de Kiel à Trondheim. Elle commence le 13 octobre 1943 au départ de Trondheim pour l'Atlantique Nord.
L'U-714 fait partie du groupe Eisenhart, traquant les convois à l'ouest-sud-ouest de l'Irlande, l'U-Boot ne rencontre aucun succès et rentre à Lorient après 51 jours en mer.
Partant pour sa deuxième patrouille le 11 janvier 1944, l'U-714 rapporte une fissure sur un collecteur d'échappement, qui l'oblige à retourner précipitamment à Lorient le 15 janvier 1944, après cinq jours en mer. Il repart pour l'Atlantique cinq jours plus tard. Le 11 février 1944, l'U-714 prend à son bord l'équipage de l'U-545 qui s'est sabordé ce jour au nord de Rockall, endommagé par un Wellington du Sqn 612 le 10 janvier 1944. Il retrouve Saint-Nazaire dix jours plus tard.
Pendant sa troisième patrouille, l'U-714 fait partie du groupe Lanwirt. Il est l'un des dix-neuf U-Boote qui ne sont pas équipés de Schnorchel qui reçoivent l'ordre de former une ligne à la ligne de profondeur de 200 mètres entre Brest et Bordeaux pour garder des U-Boote hors des ports en cas de leur invasion par les forces alliées. Les U-Boote soit remontent à 100 mètres de profondeur, soit se posent sur le fond pendant de longues périodes. La nuit ils sont harcelés par des attaques aériennes. Le 12 juin 1944, lorsque l'invasion des ports ne semble plus être d'actualité, les U-Boote retournent à leurs bases et sont placés en alerte à six heures, l'U-714 arrive à La Rochelle le 15 juin 1944.
Le 21 août 1944, l'U-714 sort en mer pour cinq jours.
Partant pour sa quatrième patrouille, l'U-714, équipé d'un Schnorchel, se dirige vers les eaux britanniques. Début septembre 1944, il patrouille dans l'embouchure du canal de Bristol. Après deux semaines sans succès, il quitte son secteur et arrive à Farsund (Norvège).
Le 23 octobre 1944, l'U-714 patrouille pendant six jours en Mer du Nord avant de rentrer à Kiel.
Il reprend la mer en février 1945, date à laquelle il quitte Kiel pour rejoindre Horten six jours plus tard. 
Du 3 mars 1945 au 14 mars 1945, départ de Horten pour les côtes britanniques. L''U-714 patrouille à l'est des côtes de l'Écosse. Le 10 mars 1945, il torpille et envoie par le fond un navire de guerre norvégien escortant le convoi FS-1753, près de Dundee. Quatre jours plus tard, il coule un cargo suédois du convoi FS-1756, au nord de Berwick. Très peu de temps après, l'U-714 est repéré et coulé en Mer du Nord, Firth of Forth, à 8 nautiques dans l'est de St Abb's Head à la position 55° 57′ N, 1° 57′ O, par des charges de profondeur de la frégate sud-africaine HMSAS Natal (K10) (en) et du destroyer britannique HMS Wivern (D66) (en).
Les 50 membres d'équipage meurent dans cette attaque.

## Affectations
- 5. Unterseebootsflottille du 10 février 1943 au 31 juillet 1943 (Période de formation).
- 7. Unterseebootsflottille du 1er août 1943 au 10 novembre 1944 (Unité combattante).
- 33. Unterseebootsflottille du 11 novembre 1944 au 14 mars 1945 (Unité combattante).

## Commandement
- Kapitänleutnant Hans-Joachim Schwebcke du 10 février 1943 au 14 mars 1945.

## Patrouilles
|       | Commandant                    | Départ            | Départ      | Arrivée           | Arrivée     | Jours     | Succès  |
| ----- | ----------------------------- | ----------------- | ----------- | ----------------- | ----------- | --------- | ------- |
|       | Oblt. Hans-Joachim Schwebcke  | 23 septembre 1943 | Kiel        | 29 septembre 1943 | Trondheim   | 7 jours   |         |
| 1     | Oblt. Hans-Joachim Schwebcke  | 13 octobre 1943   | Trondheim   | 2 décembre 1943   | Lorient     | 51 jours  |         |
| 2     | Oblt. Hans-Joachim Schwebcke  | 11 janvier 1944   | Lorient     | 15 janvier 1944   | Lorient     | 5 jours   |         |
| L     | Oblt. Hans-Joachim Schwebcke  | 20 janvier 1944   | Lorient     | 25 février 1944   | St. Nazaire | 37 jours  |         |
| 3     | Kptlt. Hans-Joachim Schwebcke | 6 juin 1944       | St. Nazaire | 15 juin 1944      | La Pallice  | 10 jours  |         |
|       | Kptlt. Hans-Joachim Schwebcke | 21 août 1944      | La Pallice  | 25 août 1944      | La Pallice  | 5 jours   |         |
| 4     | Kptlt. Hans-Joachim Schwebcke | 27 août 1944      | La Pallice  | 20 octobre 1944   | Farsund     | 55 jours  |         |
| 5     | Kptlt. Hans-Joachim Schwebcke | 23 octobre 1944   | Farsund     | 28 octobre 1944   | Kiel        | 6 jours   |         |
|       | Kptlt. Hans-Joachim Schwebcke | 17 février 1945   | Kiel        | 22 février 1945   | Horten      | 6 jours   |         |
| 6     | Kptlt. Hans-Joachim Schwebcke | 3 mars 1945       | Horten      | 14 mars 1945      | Coulé       | 12 jours  | 1 651   |
| Total | Total                         | Total             | Total       | Total             | Total       | 194 jours | 1 651 t |

Note : Oblt. = Oberleutnant zur See - Kptlt. = Kapitänleutnant

### Opérations Wolfpack
L'U-714 opéra avec les Wolfpacks (meute de loups) durant sa carrière opérationnelle.
- Körner (30 octobre – 2 novembre 1943)
- Tirpitz 1 (2-8 novembre 1943)
- Eisenhart 2 (9-15 novembre 1943)
- Schill 3 (18-22 novembre 1943)
- Weddigen (22-30 novembre 1943)
- Igel 1 (3-17 février 1944)

## Navires coulés
L'U-714 coula 1 navire marchand de 1 226 tonneaux et 1 navire de guerre auxiliaire de 425 tonneaux au cours des 6 patrouilles (194 jours en mer) qu'il effectua.
| Date         | Nom              | Nationalité               | Tonnage | Convoi  | Fait  | Localisation        |
| ------------ | ---------------- | ------------------------- | ------- | ------- | ----- | ------------------- |
| 10 mars 1945 | HNoMS Nordhav II | Marine royale norvégienne | 425     | FS-1753 | Coulé | 56° 41′ N, 2° 04′ O |
| 14 mars 1945 | Magne            | Suède                     | 1 226   | FS-1756 | Coulé | 55° 52′ N, 1° 59′ O |